# Округ Норфок (Масачусетс)
Округ Норфок (енгл. Norfolk County) је округ у америчкој савезној држави Масачусетс.

## Демографија
По попису из 2010. године број становника је 670.850, што је 20.542 (3,2%) становника више него 2000. године.
| Група             | 2000.           | 2010.           |
| Белци             | 571.733 (87,9%) | 538.758 (80,3%) |
| Афроамериканци    | 20.674 (3,2%)   | 38.148 (5,7%)   |
| Азијати           | 35.756 (5,5%)   | 57.803 (8,6%)   |
| Хиспаноамериканци | 11.990 (1,8%)   | 22.004 (3,3%)   |
| Укупно            | 650.308         | 670.850         |